# Springer Nature
Springer Nature (Шпрингер Нейчар) — академическая издательская компания, созданная в результате слияния Springer Science+Business Media и издательской группы Nature Holzzbrinck, издательства Palgrave Macmillan и Macmillan Education в мае 2015 года. Компания сообщила о доходах в 1,64 млрд евро в 2017 году.

## История
Springer Nature была образована в 2015 году в результате слияния издательской группы Nature, Palgrave Macmillan и Macmillan Education (принадлежащих Holtzbrinck Publishing Group) с компанией Springer Science+Business Media (принадлежащей BC Partners). Планы слияния были впервые объявлены 15 января 2015 года. Сделка была заключена в мае 2015 года, при этом доля Holtzbrinck составляла 53 %. Остальные 47 % принадлежат британской международной инвестиционной группе BC Partners.
После слияния бывший генеральный директор Springer Science+Business Media Дерк Хаанк стал генеральным директором Springer Nature. Когда он ушёл в отставку к концу 2017 года, его сменил Дэниэл Роперс, соучредитель и давний генеральный директор bol.com. В сентябре 2019 года Даниэль Роперс был заменён Фрэнком Вранкеном Питерсом.
В 2017 году компания согласилась заблокировать доступ к сотням статей на своём китайском сайте, ограничив доступ к статьям о Тибете, Тайване и политической элите Китая.

## Подразделения
- Springer Science+Business Media

- Adis International;
- Apress;
- Asser Press
- Springer Healthcare;
- Springer Gabler;
- Springer Vieweg Verlag;
- Springer Medizin;
- Springer Pflege;

- Springer Nature Technology and Publishing Solutions;
- BioMed Central[англ.]
- Bohn Stafleu van Loghum[нидерл.]
- J.B. Metzler[нем.] (издательство энциклопедии Паули-Виссова);
- Nature Portfolio

- Nature Research;
- Nature;
- Scientific American;

- Spektrum der Wissenschaft Verlagsgesellschaft[нем.]
- SciGraph[англ.];
- Holzzbrinck/Macmillan Scientific and Education

- Macmillan Education;
- Palgrave Macmillan.